# Numeração de Aboville
Numeração de Aboville é um sistema de numeração que permite identificar os descendentes de um antepassado comum numa genealogia descendente. 
Foi Jacques d'Aboville que, por volta de 1940, desenvolveu esta numeração a partir da numeração de Henry, muito usada na América. A numeração de Aboville, actualmente muito utilizada, principalmente em França, é de mais fácil leitura e resolve os problemas de numeração dos filhos de casais com mais do que nove. 

## Sistema de numeração
A numeração começa no antepassado comum (o sujeito, a partir de quem se inicia a genealogia descendente), ao qual se atribui o número 1. 
A cada descendente é atribuído o número do seu progenitor (pai ou mãe, aquele que descende do sujeito) acrescido do número da ordem do seu nascimento: 
- O/A primeiro/a filho/a do antepassado comum é o 1.1, o segundo é o 1.2., ..., o décimo primeiro é o 1.11.
- Os filhos do primeiro são 1.1.1, 1.1.2, ...
- Os filhos do segundo são 1.2.1, 1.2.2, ...
- Os filhos do décimo primeiro são 1.11.1, 1.11.2, ...
- Os filhos do primeiro filho do primeiro são 1.1.1.1, 1.1.1.2, ..., etc.

Quando há filhos de diferentes casamentos, acrescenta-se uma letra do alfabeto: a para o primeiro casamento, b para o segundo, etc. Se o/a quarto/a filho/a do sujeito teve 2 filhos do primeiro casamento e 1 do segundo, atribui-se-lhes os números 1.4.1a, 1.4.2a e 1.4.3b. 
Pela leitura dos números é possível definir o parentesco de cada descendente em relação ao antepassado comum e por que ramo descende. Por exemplo, o 1.2.3.2 é um bisneto, segundo filho do terceiro filho do segundo filho do sujeito. O 1.3.4.2.1.1 é um tetraneto. 
Um dos inconvenientes deste sistema é tornar-se pouco prático quando se trata de genealogias muito extensas.
Um exemplo: o príncipe Henrique de Gales é o descendente de número 1.5.1.2.2.2.1.1.2 do rei Jorge III do Reino Unido.